# Volo Lao Airlines 301
Il volo Lao Airlines QV-301 era un collegamento domestico di linea operato dalla compagnia di bandiera laotiana Lao Airlines fra Vientiane e Pakse, in Laos, e precipitato nel fiume Mekong il 16 ottobre 2013. A bordo si trovavano 44 passeggeri e 5 componenti dell'equipaggio: nessuno dei presenti a bordo è sopravvissuto al disastro. Si è trattato del più grave incidente nella storia dell'aviazione civile laotiana.

## L'aereo
Il velivolo coinvolto nel disastro era un ATR 72-600, numero di registrazione RDPL-34233, matricola MSN 1071, costruito in Francia e consegnato alla compagnia aerea il 28 marzo 2013. Nei 6 mesi e 17 giorni di attività aveva collezionato 758 ore di volo e aveva operato 774 atterraggi.

## L'equipaggio
Il velivolo precipitato era comandato dal cinquantasettenne cambogiano Yong Som, con un'esperienza di 5 600 ore di volo di cui 3 200 su ATR 72 e un passato di pilota militare nella Royal Cambodian Air Force e nello Squadrone del Ministero della Difesa di quel Paese; gli era accanto come secondo ufficiale il ventiduenne Soulisack Hongvanthong con 110 ore volate sugli ATR 72.

## L'incidente

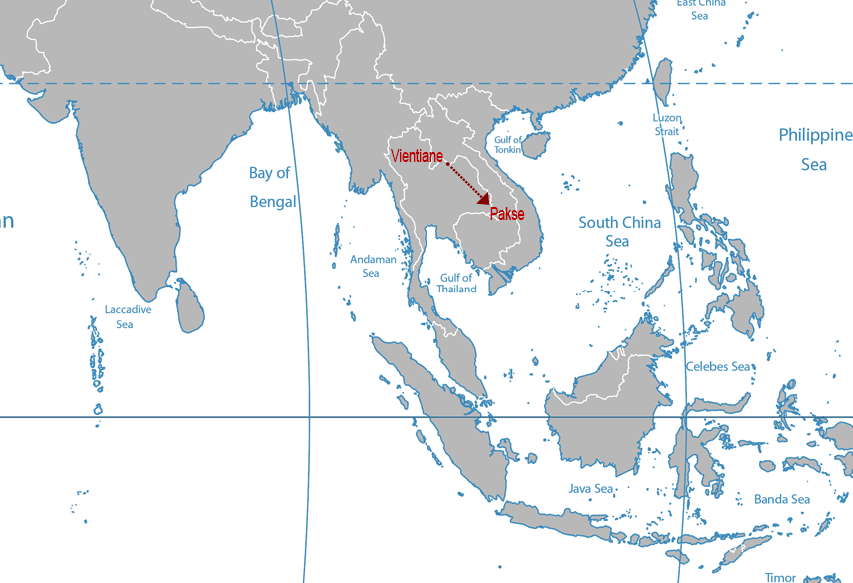
La rotta del volo 301, in linea d'aria.

Il volo 301 era regolarmente partito dall'aeroporto di Vientiane-Wattay nella capitale laotiana alle ore 14:45 locali con destinazione la città di Pakse, all'estremo sud del Paese e al confine con la Thailandia. A causa delle avverse condizioni meteorologiche condizionate da forti piogge e venti, l'ATR 72 precipitò al suolo, lasciando profondi segni dell'impatto, nei pressi del villaggio di Ban Phaling, nel distretto di Phontong, per poi inabissarsi nel fiume Mekong verso le 15:55 durante la fase di avvicinamento all'aeroporto di destinazione, che si trovava a soli 6 chilometri di distanza. Rottami dell'aereo e i due motori rimanevano nei pressi della riva. Sul luogo dell'incidente si trovava la coda del tifone Nari che si spostava verso il Vietnam e le Filippine dove avrebbe causato alcune decine di morti: membri della Lao Airlines rifeirono che le pessime condizioni atmosferiche dovute al passaggio del tifone sarebbero state la cause della tragedia. Le autorità locali, insieme a quelle thailandesi, trovarono particolare difficoltà nel recupero dei corpi delle vittime, molti dei quali vennero ritrovati a decine di chilometri a valle nelle acque del Mekong.

## Il tifone Nari

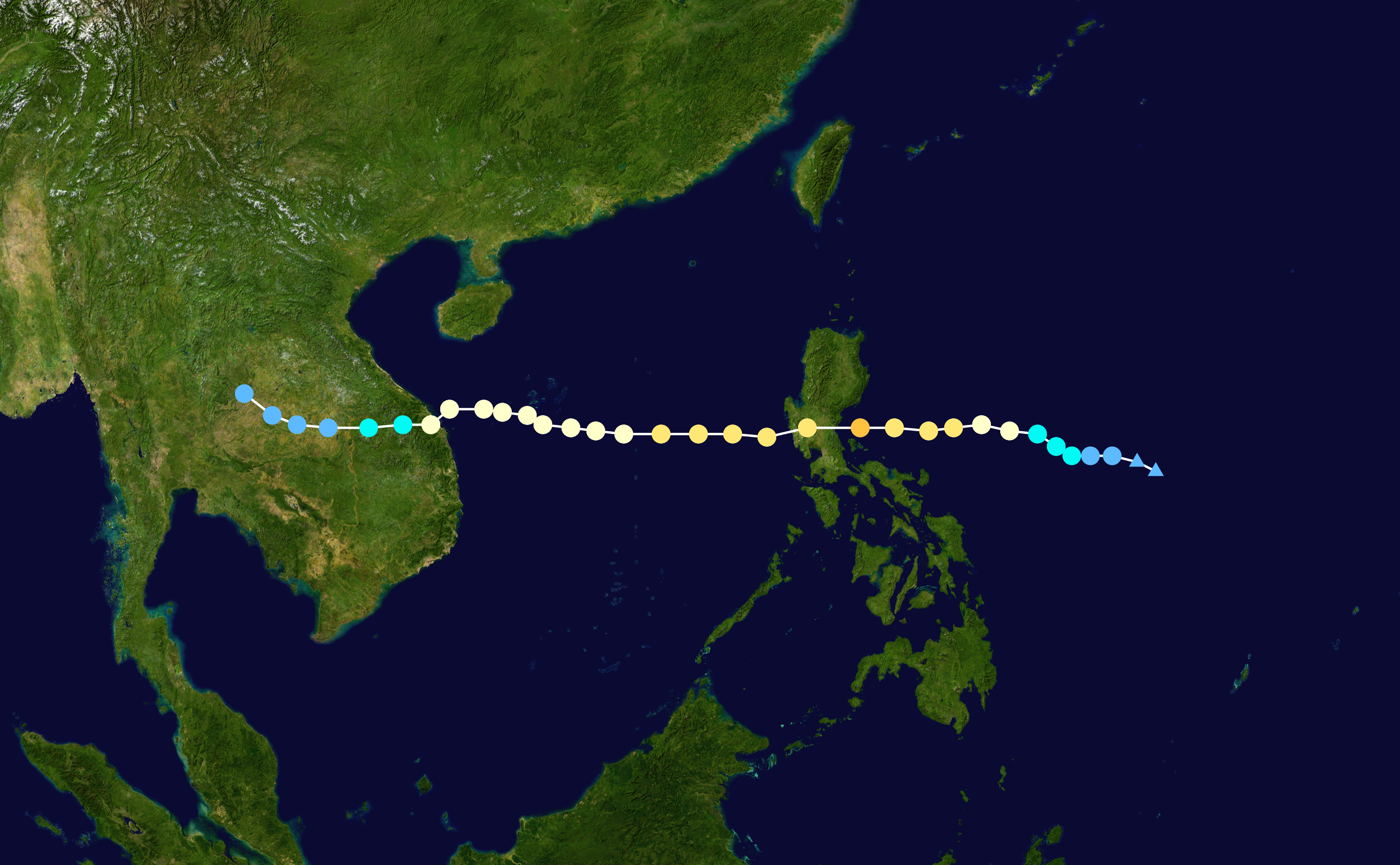
Il percorso del tifone Nari nell'ottobre 2013

Si ritiene che la causa del disastro del volo 301 sia stata la presenza della coda del tifone Nari che nel giorno della tragedia insisteva sull'area della città di Pakse. Al momento dell'incidente, infatti, le condizioni atmosferiche erano particolarmente avverse, caratterizzate da forte vento e pioggia scrosciante; l'ATR 72 era stato visto provare l'atterraggio per due volte prima dell'incidente. La depressione atmosferica, apparsa l'8 ottobre 2013 e segnalata dall'Agenzia meteorologica giapponese come ciclone tropicale, veniva individuata a circa 1 350 chilometri a ovest di Manila e classificata come tifone Santi dall'Amministrazione dei servizi atmosferici, geofisici ed astronomici delle Filippine (PAGASA).
Il tifone, nel suo passaggio, ha seminato morte e distruzione in Cambogia, Vietnam e Filippine.

## Operazioni di soccorso
Le possibilità che potessero esservi dei superstiti era stata immediatamente esclusa dalle Autorità e dalla Lao Airlines: il velivolo, con il suo carico di passeggeri, si era infatti distrutto al contatto con il suolo per poi inabissarsi, in pezzi, nelle acque melmose e vorticose del Mekong. Molti corpi delle vittime vennero rinvenuti con grande difficoltà a valle del punto del disastro dalle squadre di soccorso composte da laotiani, singaporeani e francesi e anche dagli abitanti dei villaggi che si affacciano sul fiume. Dieci giorni dopo il disastro, la scatola nera non era ancora stata recuperata nonostante il rinvenimento di grandi parti della fusoliera: Yakua Lopangkao, direttore generale del Dipartimento dell'Aviazione Civile del Laos, dichiarò che le ricerche sarebbero continuate nonostante le difficili condizioni in cui i sommozzatori erano costretti ad operare.

## Nazionalità delle vittime
Nella tragedia si sono contati 49 morti, fra cui i 5 componenti l'equipaggio, il cui comandante era cambogiano. In totale sono state undici le diverse Nazioni di origine delle vittime del volo 301.
| Nazionalità   | Passeggeri | Equipaggio | Totale |
| ------------- | ---------- | ---------- | ------ |
| Laos          | 16         | 4          | 20     |
| Francia       | 7          | 0          | 7      |
| Australia     | 6          | 0          | 6      |
| Thailandia    | 5          | 0          | 5      |
| Corea del Sud | 3          | 0          | 3      |
| Vietnam       | 3          | 0          | 3      |
| Cambogia      | 0          | 1          | 1      |
| Stati Uniti   | 1          | 0          | 1      |
| Cina          | 1          | 0          | 1      |
| Malaysia      | 1          | 0          | 1      |
| Taiwan        | 1          | 0          | 1      |
| Totale        | 44         | 5          | 49     |

## Le indagini
Il Dipartimento dell'aviazione civile del Laos aprì un'inchiesta sull'incidente, alla quale hanno assistito il costruttore dell'aereo, ATR, e il Bureau d'Enquêtes et d'Analyses pour la sécurité de l'aviation civile (BEA). Il BEA inviò in Laos quattro investigatori.
Il relitto dell'aereo venne recuperato dal Mekong il 22 ottobre 2013. Entro tre settimane dall'incidente, sia il registratore dei dati di volo che il registratore vocale della cabina di pilotaggio erano stati recuperati con successo dal Mekong.
Secondo il rapporto ufficiale dell'inchiesta, pubblicato nel novembre 2014, la probabile causa dell'incidente è stata l'incapacità dell'equipaggio di volo di eseguire correttamente la procedura di mancato avvicinamento e riattaccata, che ha portato l'aereo a volare contro il terreno. Un improvviso cambiamento delle condizioni meteorologiche e un avvicinamento strumentale non eseguito correttamente avevano reso necessario eseguire la manovra. Le registrazioni indicavano come l'equipaggio aveva iniziato una virata a destra secondo la traiettoria di mancato avvicinamento senza riuscire a raggiungere la traiettoria verticale. In particolare, l'equipaggio non aveva seguito il profilo verticale, in quanto l'altitudine di mancato avvicinamento era impostata a 600 piedi (180 m) e il sistema dell'aeromobile era entrato in modalità di cattura dell'altitudine. Quando l'equipaggio si rese conto che l'altitudine era troppo bassa, il pilota reagì in modo eccessivo, provocando un assetto di beccheggio elevato di 33°. Il velivolo  colpì quindi degli alberi. La fusoliera si scontrò contro l'argine e precipitò nel fiume.